# Borsuki (gromada)
Borsuki (alt. Borsuki Nowe) – dawna gromada, czyli najmniejsza jednostka podziału terytorialnego Polskiej Rzeczypospolitej Ludowej w latach 1954–1972.
Gromady, z gromadzkimi radami narodowymi (GRN) jako organami władzy najniższego stopnia na wsi, funkcjonowały od reformy reorganizującej administrację wiejską przeprowadzonej jesienią 1954 do momentu ich zniesienia z dniem 1 stycznia 1973, tym samym wypierając organizację gminną w latach 1954–1972.
Gromadę Borsuki z siedzibą GRN w Borsukach (w obecnym brzmieniu Nowe Borsuki) utworzono – jako jedną z 8759 gromad na obszarze Polski – w powiecie pułtuskim w woj. warszawskim, na mocy uchwały nr VI/10/17/54 WRN w Warszawie z dnia 5 października 1954. W skład jednostki weszły obszary dotychczasowych gromad Borsuki-Kolonia, Borsuki, Grabówiec, Gładczyn, Łęcino i Malwinowo ze zniesionej gminy Zatory w tymże powiecie. Dla gromady ustalono 11 członków gromadzkiej rady narodowej.
31 grudnia 1959 1 stycznia 1960 z gromady Borsuki Nowe wyłączono wieś Grabówiec, włączając ją do nowo utworzonej gromady Kleszewo gromady Pułtusk w tymże powiecie, po czym gromadę Borsuki Nowe zniesiono a jej (pozostały) obszar włączono do gromady Zatory tamże (wykreślone zmiany retroaktywnie uchylone uchwałami z 25 lutego 1960).